# Filipeni (gmina w okręgu Bacău)
Filipeni – gmina w Rumunii, w okręgu Bacău. Obejmuje miejscowości Bălaia, Brad, Filipeni, Fruntești, Mărăști, Pădureni, Slobozia i Valea Boțului. W 2011 roku liczyła 2286 mieszkańców.